# Willem de Kooning
Willem de Kooning (Róterdam, 24 de abril de 1904-Long Island, 19 de marzo de 1997) fue un pintor neerlandés nacionalizado estadounidense, exponente en los años posteriores a la Segunda Guerra Mundial del expresionismo abstracto, y dentro del seno de esta tendencia, de la action painting o pintura gestual, pintores de este movimiento fueron Jackson Pollock, Mark Rothko y Clyfford Still; más tarde, de Kooning experimentó con nuevos movimientos artísticos como la escultura y la performance.

## Biografía

### Primeros años
Los padres del pintor, Leendert de Kooning y Cornelia Nobel, se divorciaron cuando tenía unos cinco años de edad, y fue criado por su madre y un padrastro. En 1916 entró como aprendiz en una firma de artistas y decoradores comerciales, y, por la misma época, asistió a clases nocturnas en la Academia de Róterdam de Bellas Artes, donde estudió durante ocho años. En 1920 entró a trabajar con el director artístico de unos grandes almacenes. En 1926 emigró clandestinamente a los Estados Unidos, en el barco británico SS Shelly, hasta Newport, Virginia. De ahí fue hasta Boston, de Boston a Rhode Island y de allí, en barco, a Nueva Jersey.
Al final se estableció en Hoboken, Nueva Jersey, donde se ganó la vida como pintor de casas. En 1927 se trasladó a un estudio en Manhattan y se vio influido por el artista y crítico John D. Graham y el pintor Arshile Gorky. Gorky fue uno de sus amigos íntimos.
Desde 1928 de Kooning empezó a pintar naturalezas muertas y figurativas que reflejaban la influencia de la Escuela de París y mexicanas. A principios de los años treinta estaba explorando la abstracción, usando formas biomorfas y simples composiciones geométricas, una oposición de elementos formales dispares que prevalece en su trabajo a lo largo de su carrera. Estas primeras obras tienen gran afinidad con las de sus amigos Graham y Gorky y reflejan el impacto que en estos jóvenes artistas tuvieron los españoles Pablo Picasso y Joan Miró, ambos habían conseguido composiciones poderosamente expresivas a través de formas biomórficas.
En octubre de 1935 de Kooning empezó a trabajar para la Works Progress Administration, un nuevo proyecto de arte del gobierno federal. Fue contratado por este programa hasta julio de 1937, cuando se despidió al igual que su compañero Santiago Martínez Delgado, debido a su estatuto de extranjero. Este período de unos dos años le dio al artista, que se había mantenido a lo largo de la Gran Depresión gracias a trabajos comerciales, la primera oportunidad de dedicarse plenamente al trabajo creativo. Varios murales que diseñó nunca se realizaron.
En 1938, probablemente por influencia de Gorky, de Kooning se embarcó en una serie de figuras masculinas, incluyendo Two Men Standing, Man, y Seated Figure (Classic Male), al tiempo que simultáneamente hacía una serie más purista de abstracciones líricamente coloreadas, tales como Pink Landscape y Elegy.
En 1938 conoció a Elaine Marie Fried, luego famosa como Elaine de Kooning, con quien se casó en 1943 y que fue también una artista significativa.
Durante los años 1940 se fue identificando cada vez más con el expresionista abstracto, movimiento del que se convirtió en uno de sus líderes a mediados de los años 1950. Conforme evolucionaba su trabajo, los colores intensos y las líneas elegantes de las abstracciones comenzaron a volverse trabajos más figurativos, y la coincidencia de figuras y abstracciones continuaron hasta bien entrados los cuarenta. 
Este período incluye las representaciones bastante geométricas de Woman yStanding Man, junto a numerosas abstracciones sin título cuyas formas biomórficas cada vez sugerían más la presencia de figuras, desarrollando un tipo de representación semifigurativa-semiabstracta. 
Alrededor de 1945 las dos tendencias parecieron fusionarse perfectamente en Pink Angels. En 1946, demasiado pobre para comprar pigmentos de artista, se volvió al blanco y negro en mezclas caseras para pintar una serie de grandes abstracciones; de estas obras, Light in August (c. 1946) y Black Friday (1948) son esencialmente negras con elementos blancos, mientras que Zurich (1947) y Mailbox (1947/48) son blancas con negro. Realizó su primera exposición individual, que consistía en composiciones en blanco y negro, en la Charles Egan Gallery de Nueva York en 1948. 
A partir de entonces se convirtió en una figura sobresaliente de la vanguardia artística. Su trabajo se orienta hacia las abstracciones complejas, agitadas, tales como Asheville (1948/49), Attic (1949), y Excavation (1950; Art Institute, Chicago), que reintrodujeron el color y parecían resumir con firme decisión los problemas de composición por libre asociación con la que había luchado durante años.
Dio clases en los cursos de verano del Black Mountain College de Carolina del Norte con John Cage, Buckminster Fuller y Josef Albers, y en la Escuela de Yale de Arte en 1950/51. Viajó a Roma y San Francisco.

### Obras de madurez
De Kooning había pintado mujeres con regularidad a principios de los años cuarenta, y de nuevo entre 1947 y 1949. Los formas biomórficas de sus primeras abstracciones pueden interpretarse como símbolos femeninos. Pero no fue hasta 1950 que empezó a explorar el tema de las mujeres de forma exclusiva. Es la época de su mayor creatividad artística. En verano de ese año comienza la que sería su serie más célebre, cuyo tema eran las mujeres. Comenzó con Woman I (Mujer I) (Museo de Arte Moderno de Nueva York), que pasó por innumerables metamorfosis antes de que fuera terminado en 1952. En el mismo museo se encuentra Woman II (1952).
Concebía el arte como "acción unida a la energía y al movimiento corporal" (Christa von Lengerke), como algo en lo que se trabaja con una intensa concentración dirigida exclusivamente al acto creativo sin predeterminarse su resultado. Kooning empleaba pinceladas mordaces y violentas, con espesas capas de óleo. Esta action painting produce una pintura abstracta y vigorosa, de gran densidad y muy intensos desde el punto de vista cromático. Hacía una pintura "representativa y gestual a la vez, algo parecida, salvando las distancias, a la del español Antonio Saura", según Juan Antonio Ramírez.
Las distintas pinturas de mujeres se mostraron en la galería neoyorquina de Sidney Janis en 1953 y causaron sensación por su descarnada técnica y porque eran figurativas cuando la mayor parte de sus compañeros expresionistas estaban pintando abstracciones. Las composiciones son planas, impetuosas, reflejando una figura degradada de mujer. El pigmento, aplicado salvajemente, y el uso de colores que parecían vomitados sobre el cuadro se combinaban para revelar una mujer que reflejaba demasiado bien algunos de los más extendidos miedos sexuales del hombre moderno. Amplias sonrisas, dientes brillantes, pechos desmesurados más grandes que las cabezas, y bamboleantes, grandes ojos vacíos, muslos opulentos, parecen representar las más oscuras percepciones freudianas. Se trataría de "una representación simbólica de la mujer como madre nutricia, depredadora y abusiva, una mujer de boca inmensa y mirada implacable, imagen fantasmagórica de la mujer devoradora de hombres" (Carrassat-Marcadé).
También mostró algunas pinturas que parecían volver a las obras primitivas mesopotámicas y acádicas, con los ojos enormes, casi "que lo ven todo".
Durante más de diez años, de Kooning se dedicó a pintar a este tipo de mujer, una exagerada caricatura, "un travestido del concepto de feminidad idealizado por los medios y los clichés" (Lengerke). Las pinturas Woman de la II hasta la VI (1952-53) son todas variaciones sobre el mismo tema, así como Woman and Bicycle (1953; Whitney Museum of American Art, Nueva York) y Two Women in the Country (1954). La deliberada vulgaridad de estas pinturas recuerda a la serie Corps de Dame (1950), del pintor francés Jean Dubuffet, no menos cruda, en la que lo femenino, formado por una rica topografía de colores terrosos, se relacionan más directamente con símbolos universales.
En 1955, no obstante, de Kooning parece haber vuelto a este aspecto simbólico de la mujer, como sugiere el título de su Woman as Landscape, en que la figura vertical parece casi absorbida por el paisaje abstracto. Siguieron luego una serie de paisajes tales como Police Gazette, Gotham News, Backyard on Tenth Street, Parc Rosenberg, Suburb in Havana, Door to the River, y Rosy-Fingered Dawn at Louse Point, que muestra una evolución desde la complejidad colorista a una simplicitad pictórica.
Sobre 1963, el año que se instaló de forma permanente en un estudio de Springs, Long Island, de Kooning volvió a representar mujeres en pinturas como Pastorale y Clam Diggers. Reexploró el tema a mediados de los años sesenta en pinturas que fueron controvertidas como sus tempranas mujeres. En estas obras, que se han interpretado como ataques satíricos a la anatomía femenina, de Kooning pintó con extravagante lubricidad.

### Últimos años
Vuelve cierto lirismo con sus últimas obras, tales como Whose Name Was Writ in Water y Untitled III; en ellas brillas las luces y los reflejos en el agua. A partir de 1970, inducido por Henry Moore, comienza a realizar grandes esculturas. Durante sus últimos años se inclinó cada vez más por la realización de esculturas de barro.
El 14 de septiembre de 1964 el presidente Lyndon Johnson le concedió la Medalla Presidencial de la Libertad, en 1984 la ciudad de Fráncfort del Meno le otorgó el Premio Max Beckmann y en 1986 fue galardonado con la medalla de las Artes del congreso estadounidense.
Se le diagnosticó Alzheimer en los años 1980 y un tribunal lo declaró incapaz de administrar su patrimonio, por lo que quedó bajo la tutela de su hija desde 1989. Como el estilo de sus últimas obras era muy distinto, la cotización de las antiguas ascendió vertiginosamente; en las subastas de Sotheby's Pink Lady (1944) alcanzó 3,6 millones de dólares en 1987 y Interchanged (1955, también llamado Interchange) 20,6 millones en 1989 (este último lo adquirió el coleccionista japonés Shigeki Kameyama). Su esposa Elaine murió de cáncer de pulmón a los setenta años, en 1989. El 19 de marzo de 1997 falleció en su casa-estudio de Long Island, lugar que le recordaba la luz de su Holanda natal.
Se ha debatido mucho sobre la relevancia y significado de sus últimas pinturas, que se hicieron claras, casi gráficas, aunque seguían aludiendo a las líneas biomorfas de sus primeras obras. Algunos dicen que su estado mental e intentos de recuperarse de una vida de alcoholismo lo habían incapacitado para consumar la maestría que apuntaban sus obras tempranas, mientras que otros ven en sus últimas obras el precedente de los pintores de los años 1990 de líneas claras, y con una relación directa con artistas contemporáneos tales como Brice Marden. Otros que conocieron a de Kooning personalmente señalan que sus últimas pinturas se las quitaron y las vendieron antes de que pudiera acabarlas.

## Después de su muerte
Willem de Kooning tuvo la posibilidad inédita de ser el mejor pintor cotizado en vida. Transformó radicalmente el arte estadounidense después de la Segunda Guerra Mundial y contribuyó a crear a Nueva York como el epicentro de las vanguardias artísticas del siglo XX.  
Mark Stevens y Annalyn Swan escribieron la primera biografía del artista, de Kooning: An American Master, por la que la pareja  recibió el Premio Pulitzer de biografía; el libro lo publicó Knopf a finales de 2004. 
Willem de Kooning ha inspirado a la banda galesa Manic Street Preachers tres canciones: Interiors (Song for Willem de Kooning), His Last Painting (sobre su batalla con el Alzheimer), y la canción Door to the River (que recibe su título de una pintura). 
En el largometraje de 2000 Pollock fue interpretado por Val Kilmer.
El precio de sus obras, mientras tanto, ha continuado en ascenso. El récord lo tiene, de momento, Interchanged (1955), por el que el gestor de fondos estadounidense Kenneth Griffin pagó en febrero de 2016 unos 300 millones de dólares. El magnate ha cedido al Instituto de Arte de Chicago para ser expuesto tanto este cuadro como Number 17A del también expresionista abstracto Jackson Pollock, adquirido en la misma ocasión en unos 200 millones.